# Надер, Хасан
Хассан Надер (араб. حسن ناضر‎; родился 8 июля 1965 года) — марокканский футболист, завершивший игровую карьеру, нападающий.

## Начало карьеры
Нападающий начал карьеру в клубе «Видад». Он быстро закрепился в основе клуба, и стал одним из лучших игроков клуба. В составе команды Хассан выиграл множество трофеев и начал выступать в составе сборной страны. В 1990 году нападающий отправился покорять Европу.

## Европа
В 1990 Хассан Надер подписал контракт с испанским клубом «Мальорка». В тот период в составе команды играл ещё один марокканец — вратарь Баду Заки. В сезоне 1990/91 нападающий сыграл 30 матчей и забил 5 голов, а его клуб занял 15 место в чемпионате. В следующем сезоне Хассан сыграл лишь 15 матчей и забил 2 гола, а «Мальорка» заняла 20 место и покинула высшую лигу.
В 1992 году футболист пополнил ряды португальского клуба «Фаренсе». В сезоне 1992/93 португальский клуб занял 6 место, а сам нападающий забил 9 голов в 20 матчах. В сезоне 1993/94 нападающий сыграл 27 матчей и забил 15 голов, а его клуб занял 8 место в чемпионате Португалии. В сезоне 1994/95 «Фаренсе» занял 5 место в чемпионате страны и пробился в Кубок УЕФА, а Хассан стал лучшим бомбардиром чемпионата страны (21 гол в 31 матче).
Его успехи не остались незамеченными, и в том же году он перешёл в «Бенфику». За два сезона марокканский футболист сыграл лишь 17 матчей и забил 7 голов. Также на его счету было 2 гола в Кубке УЕФА 1995/96, в розыгрыше которого его клуб достиг четвертьфинала. В 1997 году вернулся в клуб «Фаренсе». За шесть лет нападающий сыграл 122 матча и забил 42 гола в высшей лиге Португалии. В 2003 году португальский клуб покинул элиту. В 2004 году нападающий завершил карьеру футболиста.

## Сборная Марокко
В 1987 году Хассан был впервые вызван в сборную Марокко. В составе национальной команды нападающий принял участие в Кубке африканских нацийт 1988, Кубке африканских нацийт 1992 и чемпионате мира. Всего за сборную нападающий сыграл 15 матчей и забил 2 гола, один из которых он забил на чемпионате мира 1994 в ворота сборной Нидерландов.

## Достижения
- Чемпион Марокко: 1985/86, 1989/90
- Обладатель Кубка Марокко: 1989